# 南极自治市
南极自治市（西班牙语：Comuna de Antártica）是智利共和国麦哲伦-智利南极大区智利南极省的一个市镇，包括智利对南极洲申索的所有领土。范围在53°W到90°W，以及从南极点到60°S，与阿根廷和英国申索的南极领地有重叠。该市镇也是智利面积最大和人口最少的自治市，是面积第二大自治市纳塔莱斯港的25倍大。本市的行政由南美大陆上的合恩角自治市政府管理。
南极自治市成立于1961年7月11日，原属麦哲伦省，1975年智利南极省成立后併入智利南极省，本市的行政治所在智利南极省的首府威廉斯港（合恩角市政府所在）。

## 人口
根据国家统计局2002年的人口普查数据，南极自治市面积1,250,000 km2（482,628 sq mi），有130名居民（115名男性和15名女性），全市无城镇区域。到2012年人口普查，该市人口下降了11.5%（15人），这一数值不包括在这一地区的其他国家科考站工作人员。

### 人口统计区
自治市又下分两个人口统计区：
- Piloto Pardo（人口114），由南设得兰群岛组成，以路易斯·帕尔多（英语：Luis Pardo）为名，拥有自治市唯一的人类定居点拉斯·埃斯特雷亚斯镇（英语：Villa Las Estrellas）。
- Tierra de O'Higgins（人口16），位于南极大陆的貝納爾多·奧希金斯將軍站。

## 行政
南极自治市由来自威廉斯港的合恩角自治市的市政府管理，办公室位于O'Higgins165。智利法律允许一个自治市政府管理超过一个自治市，但是合恩角市政府管理南极自治市是智利的唯一一个案例。南极自治市作为一个自治市，是智利的一个三级行政区，由市议会管理，政府首脑是四年一选的市长（alcalde），2016-2020年的市长是Patricio Fernández。

## 资料来源
1. ↑   (PDF).   [11 September 2010]. （原始内容存档 (PDF)于2008-06-11）.
2. ↑  .   [27 January 2011]. （原始内容存档于2013-06-24） （西班牙语）.
3. ↑  .   [27 January 2011]. （原始内容存档于2013-06-24） （西班牙语）.